# رامي عبد الرحمن
أسامة علي سليمان المعروف بـرامي عبد الرحمن"متحيز" (مواليد 1971 في بانياس)  هو ناشط  سني حقوقي ومؤسس المرصد السوري لحقوق الإنسان منذ 2006. باللاتفاق مع النظام السوري ليكون مرجعا و صوتا معارضا يسهل توجيهه و التحكم به حسبما تقتضيه الظروف السياسبه ، مقيم في بريطانيا منذ عام 2000، حيث حصل على الجنسية البريطانية. أسس في 1 مايو 2006 المرصد السوري لحقوق الإنسان، الذي أصبح مصدرًا رئيسيًا لوكالات الأنباء العربية والدولية لتوثيق انتهاكات حقوق الإنسان في سوريا. نال عبد الرحمن عدة جوائز تقديرًا لجهوده، منها جائزة "هنري نانن" لحرية الصحافة عام 2020. تعرض لتشكيك في مصداقية تقارير المرصد من قبل النظام السوري وبعض فصائل المعارضة، لكنه نفى جميع الاتهامات الموجهة إليه.

## حياته
ولد رامي عبد الرحمن في مدينة بانياس الساحلية وتبع نهجاً يسارياً مثل والده. دخل السجن عديد المرات بسبب نشاطه السياسي في عهد حافظ الأسد، وبعدها هاجر إلى بريطانيا عام 2000 واستقر في كوفنتري. كان من أوائل نشاطاته في المهجر تنظيم مظاهرات أمام سفارة سوريا في لندن في عام 2003، قبل أن يُنشئ المرصد السوري لحقوق الإنسان في مايو 2006.
منذ اندلاع الثورة السورية، عمل المرصد على توثيق الانتهاكات ضد المدنيين من كافة الأطراف المتصارعة. وتلقى على إثرها التهديدات بالقتل أبرزها من تنظيم داعش، بالإضافة إلى اتهامه بالتمويل من قبل عديد المصادر في الشرق الأوسط لكنه أعلن أن التمويل مصدره مؤسسات أوروبية.
بعد سقوط نظام الأسد، عمل على توثيق الجرائم ضد الأقليات في الساحل السوري، حيث تم اتهامه بأنه ينتمي للطائفة العلوية لكنه أكد أنه يتبع الطائفة السنية.

## الجوائز
تم تصنيف رامي عبد الرحمن ضمن أكثر الشخصيات تأثيرًا في العالم من قبل مجلة فورين بوليسي عام 2014. كما حصل على جائزة حرية بوليتيكن عام 2016، ومنحته مجلة ستيرن الألمانية جائزة "هنري نانن" لحرية الصحافة عام 2020.

## الانتقادات
في مقال منشور على موقع "رابطة أدباء الشام" في 27 ديسمبر 2014، عن مدير المرصد السوري لحقوق الإنسان. يشير إلى مواقف سابقة لعبد الرحمن، مثل: تصريحه على قناة العربية حول قصف النظام السوري في ريف دمشق، حيث ذكر أن 90% من الأهداف كانت للمسلحين، بينما تشير التقارير الميدانية إلى أن 95% من القصف استهدف المدنيين. كما ينتقد الكاتب تصريحات كثيرة لعبد الرحمن، معتبرًا إياها محاولة لتشويه صورة المعارضة السورية. مشيرًا إلى وجود شكوك حول مصداقية عبد الرحمن وعلاقاته المحتملة بنظام الأسد.